# 正義駅
正義駅（せいぎえき）は台湾高雄市苓雅区にある台湾鉄路管理局屏東線の駅。高雄市内の屏東線地下化に伴う台鉄捷運化で新設された。高雄捷運黄線の駅も計画中。南北方向に延びている正義路と澄清路の間にあることから当初は正義/澄清という仮称だったが、正式に正義駅となった。

## 歴史
- 2009年
  - 6月26日 - 地下化工区起工[6]。
- 2018年
  - 10月14日 - 地下化区間開通とともに開業[7]。

## 駅構造
- 相対式ホーム2面2線の地下駅[8]。
- 高雄捷運の駅については仕様設計中[9]。

### のりば
| 地上 | 出入口 | 駅出口 |

| 地下 一階 | コンコース層 | コンコース、窓口、自動券売機、改札口、トイレ |

| 地下 二階 | 相対式ホーム、左側のドアが開く | 相対式ホーム、左側のドアが開く                      |
| 地下 二階 | 1番線                          | →■屏東線 屏東・潮州方面（鳳山駅）→                  |
| 地下 二階 | 2番線                          | ←■屏東線 高雄・縦貫線直通台南・嘉義方面（科工館駅） |
| 地下 二階 | 相対式ホーム、左側のドアが開く |                                                     |

## 利用状況
2018年度は同時期に開業した高雄市内の新7駅で最も利用客数が多かった。
| 年   | 年間    | 年間    | 年間    | 年間   | 1日平均 | 1日平均 |
| 年   | 乗車    | 下車    | 乗降計  | 出典   | 乗車    | 乗降    |
| ---- | ------- | ------- | ------- | ------ | ------- | ------- |
| 2018 | 68,868  | 63,438  | 132,306 | [ 10 ] | 872     | 1,675   |
| 2019 | 368,045 | 350,501 | 718,546 | [ 11 ] | 1,008   | 1,969   |
| 2020 | 345,115 | 332,053 | 677,168 | [ 12 ] | 943     | 1,850   |
| 2021 | 294,003 | 283,010 | 577,013 | [ 13 ] | 805     | 1,581   |

## 駅周辺
- 中山高速公路高雄IC（中国語版）
- 台1線
- 阿羅哈客運九如站
- 正義公園
- 正道公園
- 高雄市立青年国民中学（中国語版）
- 国立鳳山高級中学
- 高雄市立鳳山区中山国民小学

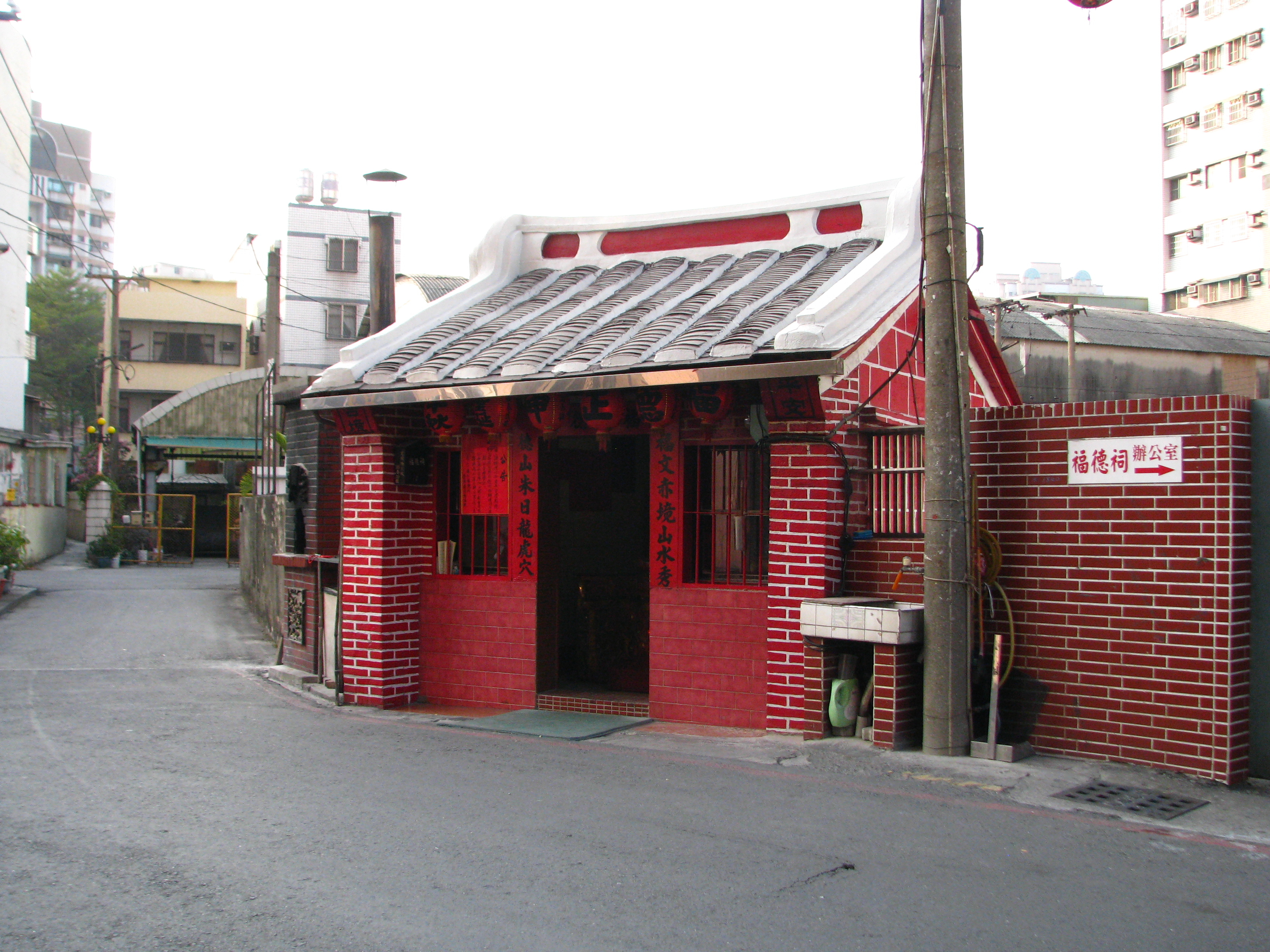
双城古道（中国語版）
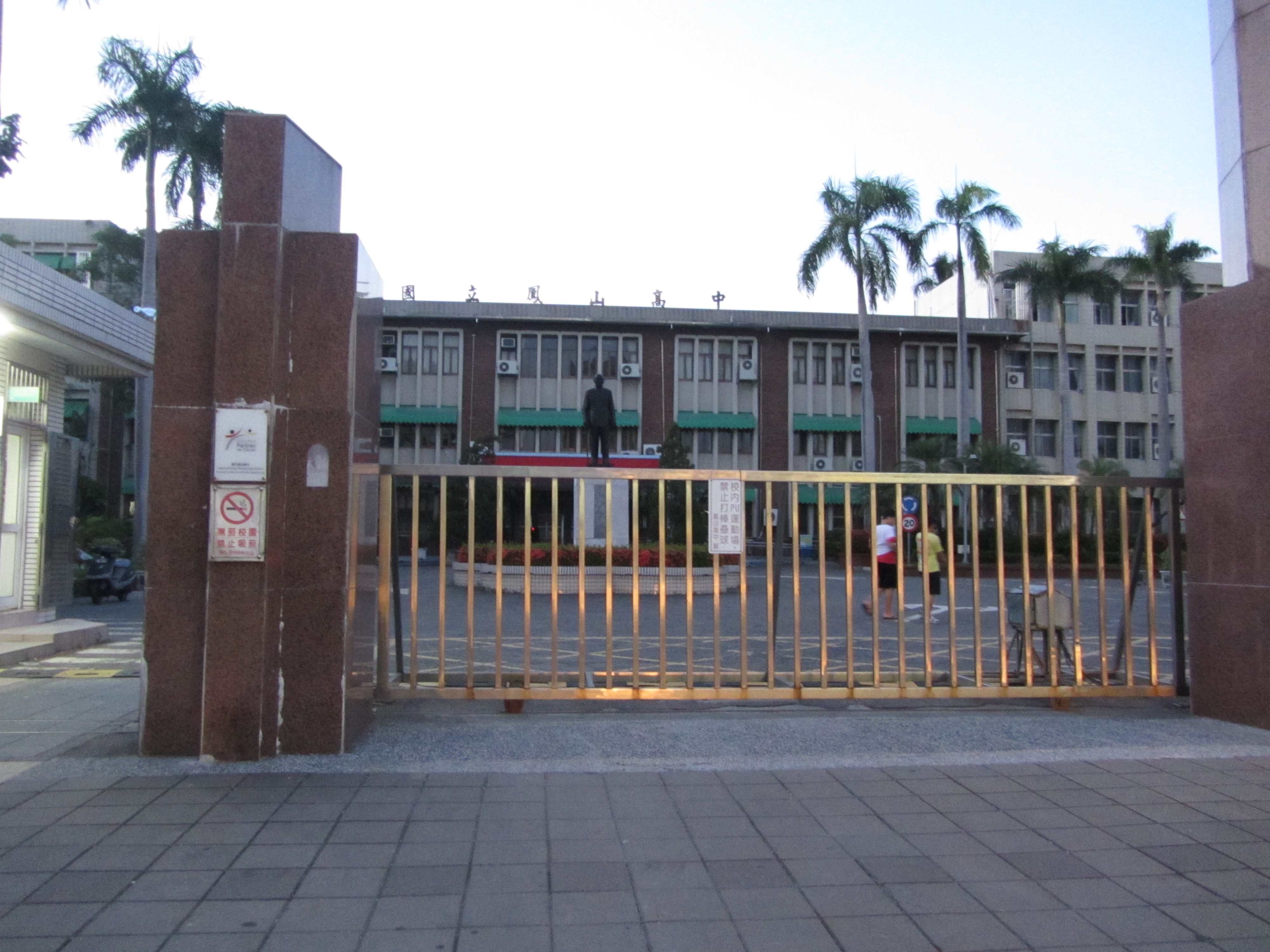
鳳山高中

- 鳳山双城古道
- 鳳山高中

## 隣の駅
台湾鉄路管理局
屏東線
科工館駅 - 正義駅 - 鳳山駅
高雄捷運（計画中）
■黄線（澄清五甲線・計画中）
文山駅（Y14） - 正義駅（Y15） - 衛武営駅（Y16）